# Heinrich Barth (Politiker, 1914)
Heinrich Barth (* 11. August 1914 in Eppelheim; † 29. Mai 1997) war ein deutscher Jurist und Politiker (CDU). Er war von 1952 bis 1954 Landesvorsitzender der CDU Bremen und von 1963 bis 1969 Staatssekretär im Bundesministerium für Familie und Jugend.

## Leben
Barth, Sohn eines Landwirts, besuchte die Schule und Universität in Heidelberg, wo er Rechtswissenschaften studierte. Am Zweiten Weltkrieg nahm er zuletzt im Rang eines Hauptmannes der Reserve teil. Nach dem Krieg setzte er sein Studium in Göttingen, Genf und Dallas fort. In Göttingen promovierte er 1947 und arbeitete nach Ablegen des großen juristischen Staatsexamens am Oberlandesgericht Hamburg zunächst von 1949 bis 1954 als Rechtsanwalt und ab 1952 zudem als Notar in Bremen. Er war in einer alten Anwaltssozietät tätig, welche u. a. die Bremer Landesregierung in Prozessen vertrat. Barth war von 1952 bis 1954 Landesvorsitzender der Bremer CDU und wurde Assistent sowie der Vertreter des Regierungsanwalts.
Im Jahr 1954 ernannte die Bremer Landesregierung Barth zum Bevollmächtigten Bremens beim Bund. Er wurde der Nachfolger des späteren Staatssekretärs im Auswärtigen Amt und Bundespräsidenten Karl Carstens, der zuvor in der gleichen Anwaltskanzlei wie Barth arbeitete. Gegen Ende des Oktobers 1960 wurde Barth zum persönlichen Referenten des Bundeskanzlers Konrad Adenauer und zugleich zum Leiter des Planungsbüros des Bundeskanzleramtes im Amt eines Ministerialdirigenten ernannt. Sein Vorgänger war Franz Josef Bach, welcher noch als beurlaubter Beamter den Wahlkampf der CDU vorbereitete, da er erst 1961 sein neues Amt als Generalkonsul in Hongkong antrat.
Barth wechselte 1963 in das Bundesministerium für Familie und Jugend und wurde dort beamteter Staatssekretär. Er folgte auf die einzige Staatssekretärin Gabriele Wülker, welche wegen Krankheit ausschied. Im Ministerium beschäftigte er sich unter anderem mit rechtlichen Problemen und großen Förderprojekten wie dem internationalen Jugendaustausch. Nach dem Rücktritt des Ministers Bruno Heck wurde im Oktober 1968 Aenne Brauksiepe die neue Ministerin, welche Barth als Staatssekretär behielt. Ein Jahr später versetzte die neu gebildete SPD-FDP-Regierung im November 1969 Barth in den einstweiligen Ruhestand. Danach leitete er die Studienförderung der Konrad-Adenauer-Stiftung.
Er heiratete Helene, geb. Segnitz, und hat drei Kinder. Des Weiteren war er Mitglied der deutsch-englischen Gesellschaft und der Deutschen Gesellschaft für Auswärtige Politik. Außerdem war er von 1964 bis 1996 Vorsitzender des CDU-Bundesparteigerichts.

## Auszeichnung
- Komturkreuz der Ehrenlegion